# Uszty-kani járás
Az Uszty-kani járás (oroszul Усть-Канский район, délajtáj nyelven Кан-Оозы аймак) Oroszország egyik járása az Altaj köztársaságban. Székhelye Uszty-Kan.

Az Uszty-kani járás az Altaj Köztársaságban

## Népesség
- 2002-ben 15 482 lakosa volt, melyből 10 389 altaj (4 telengittel és 1 tubalárral együtt), 4317 orosz, 362 kazah stb.
- 2010-ben 15 007 lakosa volt, melyből 10 454 altaj (25 tubalárral, 22 telengittel és 1 cselkánnal együtt), 3772 orosz, 481 kazah, 32 örmény, 29 kirgiz, 22 ukrán.